# 定義謬誤
定義謬誤是泛指一系列因定義不當造成的推理問題。

## 過強或過弱
探討定義，尤其是詞法定義時，必須考慮其是否恰當。
恰當的詞法定義，其被定義項與定義項必須等值，如有東西符合定義項卻不符合被定義項，該定義便過強（過寬）；如有東西符合被定義項卻不符合定義項，該定義便過弱（過狹）。
定義可同時過強又過弱，例如定義「人是無毛的兩足動物」，便可能引來爭論：
- 「找隻雞把毛除去，除毛雞算是人嗎？」一般人是不會同意的，除毛雞符合定義項「無毛的兩足動物」，卻不符合被定義項「人」，因而此定義過強。
- 「找個人把一隻腳砍掉，他還算是人嗎？」一般人是會同意的，獨腳人符合被定義項「人」，卻不符合定義項「無毛的兩足動物」，因而此定義過弱。

## 過於晦澀
定義應使用通俗的語言，以讓人容易理解，過於模糊、晦澀、抽象的定義通常是不恰當的。例如將「美」定義為「美學上成功的」，便須進一步定義「美學」等細項，這往往會造成循環定義。
Samuel Johnson對「燕麥」的定義是常提起的例子：「燕麥：一種穀物，通常在英格蘭用於餵馬，在蘇格蘭則供人食用」，他的蘇格蘭朋友Lord Elibank這樣回應他：「非常正確，不過你能在哪裡找到這種人和這種馬？」

## 循環定義
循環定義是指用於定義某詞語的詞語最終需用某詞語本身來定義的情形，例如把「猶太人」定義為「信猶太教的人」，又把「猶太教」定義為「猶太人信仰的宗教」。
循環定義難以產生新知，如果讀者沒有事先理解這些詞語的意思，就無法完全理解這些詞語或得到啟發，這在較小的循環體系中尤其明顯；較大的循環體系，如詞典，此問題則較不明顯。

## 篡改定義
篡改定義是刻意以違反一般用法的方式使用詞語，且往往除了讓它符合原論述外毫無用途，這通常被視作一種詭辯。像是把「死刑的成本」定義為「審判一個罪犯死刑過程的成本和執行死刑的成本」的總和就有篡改定義的嫌疑。

## 歧義
許多詞語有一種以上的常用定義，討論或辯論時，人們使用同一詞語，卻往往用了不同定義，造成邏輯上不一貫，導致不恰當的推理。
一個例子如下：
- 甲：「孔丘攝魯相，七日而誅少正卯。」孔子把持不同意見的少正卯殺了，可見他根本心胸狹窄，容不下他人，根本不配作聖人！
- 乙：孔子只是嚴辭批評少正卯而已，沒有把人殺掉，請不要污衊孔子！

甲和乙對原文中的「誅」字的理解不同，因此造成差異。